# قلعة قاسم (حسينية انديمشك)
قلعة قاسم (بالفارسية: قلعه قاسم) هي قرية تقع في إيران في قسم حسینیة الريفي.